# Rancho de los Rodríguez
Rancho de los Rodríguez är en ort i Mexiko.   Den ligger i kommunen Irapuato och delstaten Guanajuato, i den centrala delen av landet, 280 km nordväst om huvudstaden Mexico City. Rancho de los Rodríguez ligger 1 738 meter över havet och antalet invånare är 269.
Terrängen runt Rancho de los Rodríguez är platt åt nordost, men åt sydväst är den kuperad. Runt Rancho de los Rodríguez är det tätbefolkat, med 790 invånare per kvadratkilometer. Närmaste större samhälle är Irapuato, 15,5 km sydost om Rancho de los Rodríguez. Omgivningarna runt Rancho de los Rodríguez är en mosaik av jordbruksmark och naturlig växtlighet.